# Bodzewko
Bodzewko – nieczynny kolejowy przystanek osobowy na linii nr 366 w Bodzewku Pierwszym, w województwie wielkopolskim, w Polsce.